# Władysław Banaszkiewicz (chodziarz)
Władysław Banaszkiewicz – polski lekkoatleta, specjalizujący się w biegach długodystansowych oraz w chodzie sportowym.

## Osiągnięcia
- Mistrzostwa Polski seniorów w lekkoatletyce (2 medale)[1]
  - Kraków 1925 – srebrny medal w chodzie na 2000 m
  - Bydgoszcz 1925 – brązowy medal w biegu maratońskim